# Hilda de Paulo
Hilda de Paulo (Inhumas, 1987) es una figura polifacética en el ámbito artístico, curatorial e investigativo, además de ser escritora, poeta travesti y defensora de los derechos transfeministas y decoloniales en Brasil.

## Trayectoria
Hilda nació en Inhumas, Goiás, en la ecorregión del cerrado donde vivió hasta la adolescencia. Su relación con la región donde nació se refleja en la exposición Princesinha do Cerrado porque ese era el nombre con el que se conocía su ciudad en la década de 1930. Su obra también trae reflexiones sobre la experiencia trans y la experiencia como inmigrante brasileña en Portugal, en la ciudad de Oporto, donde vive y trabaja.
Se licenció en Historia del Arte por la Facultad de Bellas Artes de la Universidad de Oporto y continuó sus estudios en la misma facultad, con especialización en Prácticas Artísticas Contemporáneas y, en 2022, fue estudiante de maestría en Bellas Artes con trayectoria en Escultura, desarrollando una disertación titulada El conocimiento transfeminista como práctica de autorrecuperación: de la transición de objeto a sujeto en espacializaciones femeninas y reelaboraciones del yo.
Ha formado parte de exposiciones colectivas nacionales e internacionales, y algunas de sus obras se incorporaron a la colección permanente del Museo de Arte Moderno de Río de Janeiro (MAM), el Museo de Arte Contemporáneo de Niterói (MAC), la Fundação Memorial da América Latina, en São Paulo, y la Fundación Serralves y la Colección Municipal de Arte de la ciudad de Oporto, en Portugal.
Participó en las siguientes residencias artísticas: TUP em Residência (mala Voa; CRL-Central Elétrica; Túnel, Porto, Portugal, 2021-22); Programa de Residencia Despina (Rio de Janeiro-RJ, Brasil, 2019); Centro de Artes Fjúk (Húsavík, Islandia, 2015-16); y Casa do Sol – Instituto Hilda Hilst (Campinas-SP, Brasil, 2014).
Hilda fue la creadora del proyecto Archivo Gis, que lleva el nombre de Gisberta Salce, que reúne documentación sobre las representaciones de las personas trans en Portugal.
Hilda también es programadora de los festivales Queer Lisboa y Queer Porto, miembro fundador de la Cia. Excessos y eRevista Performatus, que dirige junto al artista visual Tales Frey, y también organizadora y directora de Mostra Performatus.
En 2022, presentó en Mala Voadora, Oporto, la conferencia-perfomance-taller ¿Qué viene después de la esperanza? con producción del Teatro Universitário do Porto. Esta pieza ganó el Criatório 2021, el concurso anual del Ayuntamiento de Oporto para apoyar la creación artística.
Como parte de la exposición Ana Mendieta: Silhueta em Fogo, fue curadora de la exposición terra abrecaminhos en el SESC Pompéia (2023), que acercó el trabajo de la artista Ana Mendieta al de otras 30 personas representantes del arte contemporáneo. El abordaje incluyó representación y feminismos negros, decoloniales, chicanos y ecotransfeministas, reuniendo nombres como Carolee Schneemann (1939-2019), Celeida Tostes (1929-1995), Laura Aguilar (1959-2018) y Márcia X (1959-2005). Además de exponentes de las artes aún en activo, como Suzana Queiroga, Ricca Lee, Cecilia Vicuña, Regina José Galindo, Yara Pina y la travesti Vulcanica Pokaropa.

## Reconocimientos
Sus obras forman parte de la colección de importantes instituciones de Brasil y Portugal, como la Colección Municipal de Arte de la ciudad de Oporto, adquirida en 2022 (Eu Gisberta, 2015), el Museo de Arte Moderno de Río de Janeiro (MAM), el del Museo de Arte Contemporáneo (MAC) de Niterói, y el de la Fundación Memorial da América Latina.
En 2020, formó parte de la selección de 24 artistas que ocuparon carteleras de la ciudad de Oporto, en la exposición Poético ou Político?, impulsado por la asociación cultural Saco Azul, desde el espacio Maus Hábitos.

## Obra

### Actuaciones y presentaciones
- 2022, Mala Voadora, Oporto[1]

- 2021-2022, Lo que viene después de Esperança, Oporto y Lisboa[1][8]

- 2021, Identidades, en el Coliseu do Porto[1]

- 2021, El cuerpo nunca existe en sí mismo, Teatro Municipal do Porto[16]

### Exposiciones
- 2023, Eu Como Você, con Tales Frey[17]

- 2021, Princesinha do Cerrado, Asociación Cultural CAAA, Guimarães[18][7]

- 2020, ¿ poético o político? , Maus Hábitos, Oporto[15]

### Artes visuales
- 2021 , abuela: reina de los mayores en 2000; madre: reina estudiantil en 1983-1984-1985; yo: reina cuando? - Plotter, 230x75cm[9]

- 2020, ... ¡Que yo tampoco me enferme de Brasil! [19]
- 2015, Eu Gisberta - Fotografía, 100x100cm[9]

### Proyectos
- 2022, Archivo Gis, proyecto que reúne registros, obras, memorias e historias de Gisberta Salce[1]

- Co. Excesos[1]

- Revista Performatus, en colaboración con Tales Frey[1]

### Publicaciones
- 2023, Hilda de Paulo #01[20]